# Oscar Aníbal Salazar Gómez
Oscar Aníbal Salazar Gómez (El Santuario, Antioquia, Colombia, 21 de septiembre de 1942) es un religioso católico colombiano. Ordenado en 1966, ha ejercido todo su ministerio sacerdotal en la diócesis de Sonsón-Rionegro.
Ya en octubre de 1995, Juan Pablo II le nombró obispo auxiliar de Barranquilla y obispo titular de Voncariana.

## Biografía

### Inicios y formación

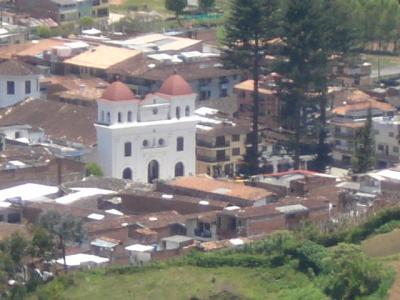
Lugar de nacimiento.

Nació el 21 de septiembre de 1942, en la localidad colombiana de El Santuario, situado en el Departamento de Antioquia. Él es hijo de Ramón Giraldo y María Ignacia Zuloaga Gómez.
Cursó sus estudios de primaria y de secundaria en un colegio e instituto de su municipio natal. 
Poco tiempo después, al descubrir su vocación religiosa, tomó la decisión de ingresar en el Seminario Mayor del Sagrado Corazón de Jesús en la ciudad de Medellín. Allí pudo realizar sus estudios eclesiásticos, filosóficos y teológicos.
Finalmente al terminar sus estudios, fue ordenado sacerdote el día 19 de noviembre de 1966, para la diócesis de Sonsón-Rionegro.

### Sacerdocio
Tras su ordenación, inició su ministerio pastoral como vicario cooperador en los municipios de San Carlos y El Carmen de Viboral. Luego de manera sucesiva fue ocupando diversos cargos.
A partir de 1977 fue miembro del Secretariado Pastoral y Párroco de la Iglesia de San Antonio de Pereira en Rionegro. En 1980 pasó a ser vicario para la Pastoral Diocesana, en 1983 fue párroco de Granada, en 1985 lo fue de la Catedral de Nuestra Señora de Chiquinquirá de Sonsón, siendo además vicario episcopal y a partir de 1989 vicario general.

### Carrera episcopal

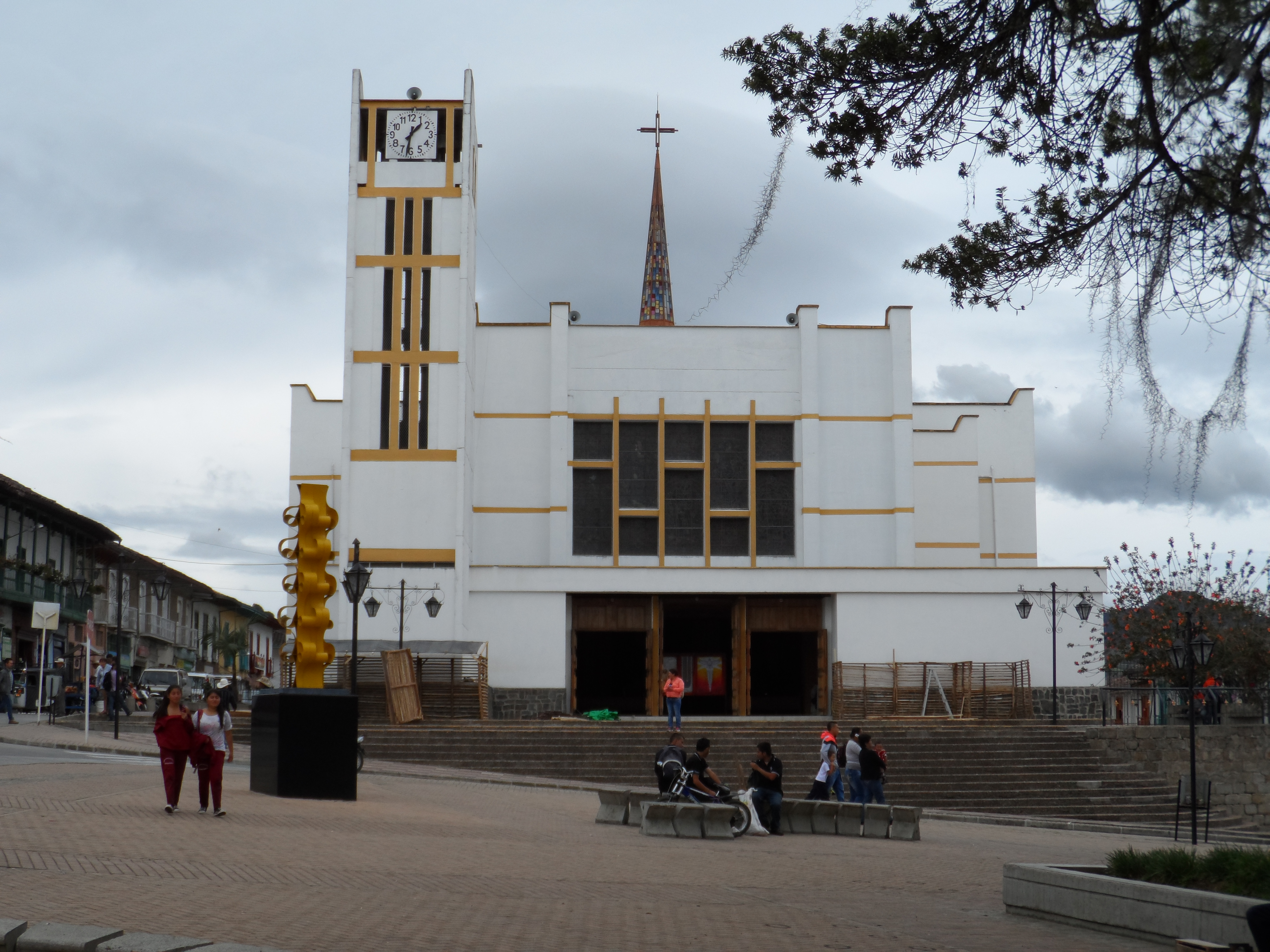
Catedral en la que fue consagrado.

Escudo de su actual diócesis.

Ya el 28 de octubre de 1995, Su Santidad el Papa Juan Pablo II, le nombró Obispo Auxiliar de la arquidiócesis de Barranquilla y obispo titular de la antigua Sede de Voncariana.
Recibió la consagración episcopal el 2 de diciembre de ese mismo año, a manos del entonces Obispo de Sonsón-Rionegro "Monseñor" Flavio Calle Zapata actuando como consagrante principal. Y como co-consagrantes tuvo al entonces Arzobispo Metropolitano de Barranquilla "Monseñor" Félix María Torres Parra y al entonces arzobispo metropolitano de Santa Fe de Antioquia monseñor Ignacio Gómez Aristizábal.
Desde el día 5 de junio de 1999, es el segundo obispo de la diócesis de La Dorada-Guaduas, en sucesión de "Monseñor" Fabio Betancur Tirado quien fue promovido a Manizales.
Tomó posesión oficial de este nuevo cargo, durante una eucaristía especial celebrada en la Catedral Nuestra Señora del Carmen de La Dorada.
Cabe destacar que al mismo tiempo, el 12 de julio de 2002 fue elegido como administrador apostólico de la diócesis de Líbano-Honda, situada en el Departamento de Tolima. Esto fue debido a que el obispo monseñor José Luis Serna Alzate renunció a su cargo por motivos de salud. Ya el día 25 de marzo de 2003, fue sucedido tras ser nombrado como nuevo Obispo "Monseñor" Rafael Arcadio Bernal Supelano.